# Língua idu mishmi

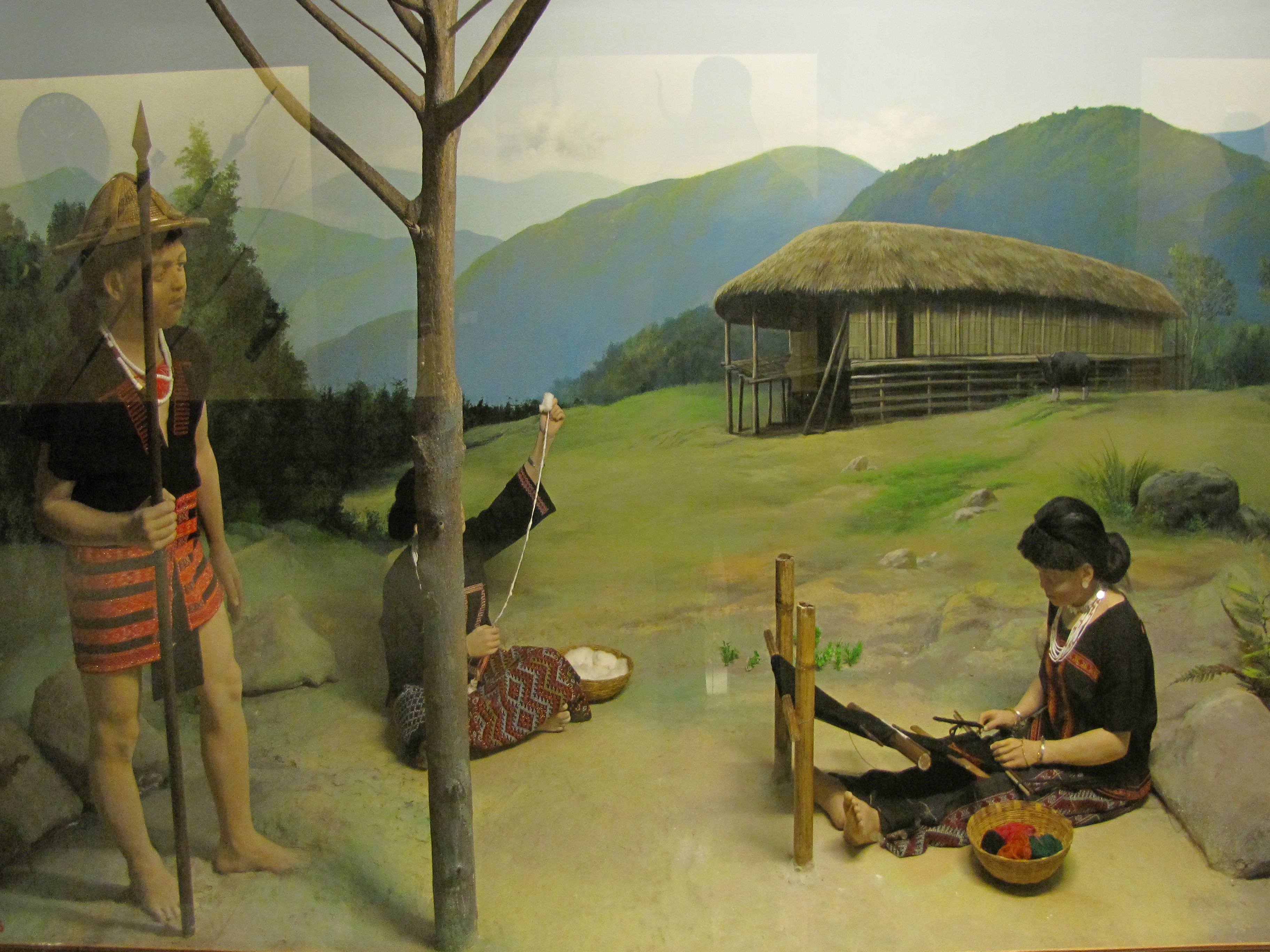
Diorama dos Mishmis no Jawaharlal Nehru Museum, Itanagar

A língua Idu Mishmi (义都语 pronúncia=Yìdū yŭ) é um idioma menor falado pelos Mishmis (ou Lhoba) no distrito Dibang Valley do estado indiano de Arunachal Pradesh e no Tibete, China.  Já foram 8.569 falantes na Índia em 1981 e 7 mil na China em 1994. É categorizada como língua em perigo de extinção.

## Localização
Na China, 0 Idu Mishmi é falado em na aldeia Xiba 西巴 村, que tem pouco mais de 40 residentes e está localizada no sopé do monte Xikong 习 孔 山. Essa aldeia aldeia está localizada a 10 km do centro administrativo mais próximo, ou seja, a aldeia  米 古村 (Jiang 2005: 4) Os Idus vivem nas bacias dos rios Damba 丹巴 江 e “E” 额 河 no condado de Zayü County, Tibete. Eles são oficialmente classificados pelo governo chinês como sendo da etnia Lhoba.
Na Índia o Idu é encontrado em Arunachal Pradesh.

## Escritas
A língua Idu Mishmi não tem uma escrita própria. Quando necessário os Mishmis tendem a usar o alfabeto tibetan o. Recentemente o Idu Mishmi teve uma escrita, a "Idu Azobra", para si desenvolvida

## Outros nomes
- Chulikata pelos Assameses.
- Idu (geral).
- Yidu na China.
- Midu, Mindri, Mithu (também Bebejias pelos assameses) são sub-classificações dentro da tribo Idu tribe que têm bases na tonicidade e pronúncia de certas palavras. Porém, o povo Idu prefere o etônimo "Kera-Ah" (filhos de Kera)[2]

## Dialetos
| Nome   | outro nome | onde                                                       |
| ------ | ---------- | ---------------------------------------------------------- |
| Mindri |            | Anini                                                      |
| Mithu  | Bebejia    | Hunli, Desali, Koronu, Abango, Injuno, Bhismaknagar, Roing |
| Midu   |            | Roing, Dambuk, Aohali                                      |
| Mihi   |            | vale Ahi (Anelih)                                          |